# Eudistoma glabrum
Eudistoma glabrum is een zakpijpensoort uit de familie van de Polycitoridae. De wetenschappelijke naam van de soort is voor het eerst geldig gepubliceerd in 1919 door Sluiter.